# Ла Лома де Фалкон (Тексас)
Ла Лома де Фалкон (енгл. La Loma de Falcon) насељено је место без административног статуса у америчкој савезној држави Тексас.

## Демографија
По попису из 2010. године број становника је 95.
| Група             | 2000.    | 2010.      |
| Белци             | 0 (0,0%) | 4 (4,2%)   |
| Афроамериканци    | 0 (0,0%) | 0 (0,0%)   |
| Азијати           | 0 (0,0%) | 0 (0,0%)   |
| Хиспаноамериканци | 0 (0,0%) | 91 (95,8%) |
| Укупно            | 0        | 95         |